# Дриголь Олександр Володимирович
Олександр Володимирович Дриголь (25 квітня 1966, Москва) — радянський, український та ізраїльський легкоатлет, фахівець із метання молота. Представляв Україну на літніх Олімпійських іграх 2012 року в Лондоні та Ізраїль на чемпіонаті Європи 2016 року в Амстердамі. Майстер спорту України міжнародного класу. Переможець та призер ветеранських змагань з легкої атлетики, рекордсмен світу у метанні молота у категоріях M45 та M50.

## Біографія
Олександр Дриголь народився 25 квітня 1966 року у Москві.
Виступав на всесоюзному рівні ще в другій половині 1980-х років, але значних успіхів не домігся. У 1990 році на змаганнях у Брянську показав результат 77,96 метра — посів 22-ге місце у світовому рейтингу метальників молота цього сезону.
Після розпаду Радянського Союзу постійно проживав в Україні, у 1990-х та 2000-х роках практично не виступав.
У 2008 році Дріголь відновив спортивну кар'єру, почав інтенсивно тренуватися та виступати на змаганнях.
У 2011 році метнув молот на 75,27 метра, його розглядали як кандидата в основний склад української національної збірної для участі в чемпіонаті світу в Тегу, але зрештою поступився своїм місцем молодому Андрію Мартинюку, чемпіону Європи серед юніорів, який народився за 15 днів після того, як Дриголь встановив свій особистий рекорд..
У квітні 2012 року на турнірі в чеському Яблонеці-над-Нісоу Олександр Дриголь вже у віці 46 років показав на той момент другий найкращий результат світового сезону — 79,42 метра (цей результат до теперішнього часу також залишається світовим рекордом серед спортсменів 45-50 років). На чемпіонаті України в Ялті перевершив усіх суперників та завоював золоту медаль. Виконавши олімпійський кваліфікаційний норматив (78,00), удостоївся права захищати честь країни на літніх Олімпійських іграх у Лондоні — став найстаршим легкоатлетом Ігор. У результаті в програмі метання молота показав результат 69,57 метра, чого виявилося недостатньо для подолання попереднього кваліфікаційного етапу.
У 2013 році Дриголь провалив допінг-тест — у його пробі виявили сліди анаболічного стероїду дегідрохлорометилтестостерону. Спортсмена дискваліфікували строком на два роки, а всі його результати з липня 2013 року анулювали. Пізніше також було повторно перевірено допінг-пробу, взяту в нього на Олімпіаді в Лондоні, — у ній так само виявили анаболічний стероїд (туринабол). Результат його виступу на Іграх був анульований.
У 2016 році Дриголь прийняв ізраїльське громадянство, знову виступив на змаганнях в Яблонеці-над-Нісоу, де знову показав результат вище за олімпійський кваліфікаційний норматив — 77,70. Представляв Ізраїль на чемпіонаті Європи в Амстердамі — тут встановив національний рекорд країни 68,10 метрів, але до фіналу не вийшов. Незважаючи на виконання кваліфікаційного нормативу (77,00), участі в Олімпійських іграх у Ріо-де-Жанейро не брав.
Згодом ще протягом деякого часу виступав на різних ветеранських змаганнях, переможець європейських та всесвітніх ігор вітранів. У липні 2018 року на змаганнях у Дніпрі встановив чинний світовий рекорд серед спортсменів 50-55 років — 73,70 метра.